# محددات اجتماعية للصحة
تتمثل المحددات الاجتماعية للصحة (بالإنجليزية:  Social determinants of health)‏ في الظروف الاقتصادية والاجتماعية والتي يعيش الأفراد تحتها والتي تحدد صحتهم. فهي عبارة عن «ظروف الخطورة الاجتماعية»، بدلاً من كونها عوامل فردية للمخاطرة والتي قد تتسبب إما في زيادة أو نقصان مخاطر الإصابة بمرضٍ ما، والتي منها على سبيل المثال أمراض القلب الوعائية أو سكري النمط الثاني.
و يمكن الإطلاع على بيانٍ مقتضبٍ لماهي تلك المحددات والأسباب الكامنة وراء كونها ضرورية بذلك الموقع الإلكتروني اضغط هنا. وكما تم تقريره في بيان الأمم المتحدة بعنوان: المحددات الاجتماعية للصحة: الحقائق الثابتة (منظمة الصحة العالمية، 2003):
«كان يُعتَقَد فيما مضى أن السياسة الصحية (Health policy) تدور بنسبة أعلى بقليل عن عملية توفير وتمويل الرعاية الصحية: حيث تم مناقشة المحددات الصحية فقط فيما بين المتخصصين في المجال. إلا أن هذه النظرة تتغير في وقتنا الحاضر. ففي أثناء محاولة توسيع نطاق الرعاية الصحية لتمتد لتشمل الإبقاء على الحياة وتحسين التشخيصات الصحية في مرحلة بعد التعرض لبعض الأمراض الخطيرة، فقد تزايدت أهميتها بالنسبة للسكان ككل وتمثلت في الظروف الاجتماعية والاقتصادية التي تتسبب في مرض الآخرين وفي حاجة للرعاية الصحية في المرتبة الأولى. ومع ذلك فيعتبر الوصول العالمي لخدمات الرعاية الصحية واحداً من المحددات الاجتماعية للصحة بصورة واضحة.»
و بدوره عزز رفائيل (2008) من تلك الفكرة: «تتمثل المحددات الاجتماعية للصحة في الظروف الاقتصادية والاجتماعية التي تشكل صحة الأفراد، المجتمعات، والولايات القضائية ككلٍ. ومن هنا تعتبر المحددات الاجتماعية للصحة المحددات الأولية لماذا إذا كان اللإراد سيظلون سلامى أو تعتل صحتهم (تعريف ضيق للصحة). هذا وتحدد المحددات الاجتماعية للصحة المدى الذي عنده يمتلك الفرد موارداً شخصيةً وجسديةً واجتماعيةً بهدف التعرف على وتحقيق الطموحات الشخصية، بالأإضافة إلى إرضاء حاجاته المختلفة، والتوافق مع البيئية المحيطة به (تعريف أوسع للصحة). فالمححدات الاجتماعية للصحة تدور حول كم وجودة أعدادٍ متنوعةٍ من المصادر التي يتيحها المجتمع لأفراده». (ص 2).
و يتمثل مجهود منظمة الصحة العالمية الحتمي على المحددات الاجتماعية في تقريرها لعام 2008 تحت عنوان: تقريب الفجوة في الأجيال: العدالة الصحية من خلال العمل على المحددات الاجتماعية للصحة.
أما عمل الحكومة الكندية الحتمي كذلك حول المحددات الاجتماعية تمثل في إصدار 2009 تحت عنوان محددات الصحة: التوقعات الكندية.

## تحسين الحالة الصحية
شهدت الدول الصناعية العديد من التحسينات الرائعة في الوضع الصحي لأبنائها مثلما حدث في كندا منذ 1900. حيث افتُرِضَ أن الوصول إلى الرعاية الصحية المحسنة مسؤول عن هذه الفروق، إلا أن أفضل التقديرات توصلت إلى أنه فقط من 10- 15% من تحسن إطالة الحياة منذ 1900 في الدول الصناعية يرجع إلى خدمات الرعاية الصحية المحسنة. وكأحد تفسيرات تلك الظاهرة يمكن القول أن التوصل إلى التطعيمات والعلاجات الطبية غالباً ما تكون هي المسؤولة عن الانخفاضات الحادة في معدل الوفيات جراء الإصابة بالأمراض المعدية في كندا منذ عام 1900. إلا أنه بمرور الوقت، تم الحصول على تطعيمات العديد من تلك الأمراض ومنها الحصبة، الإنفلونزا، وشلل الأطفال، بالإضافة إلى التوصل إلى علاجاتٍ لأمراضٍ أخرى كالحمى القرمزية، التيفؤيد، والخناق (الدفتريا). هذا وحدث انخفاضاً مؤثراً في معدل الوفيات.
هذا بالإضافة إلى افتراض أن تعديل وتحسين بعض السلوكيات (التقليل من التدخين، تغيير نظام الوجبات الغذائية، ممارسة التمرينات الرياضية بكثافة...إلخ) يعتبر مسؤولاً كذلك عن تحسين إطالة الحياة، إلا أن معظم المحللين استخلصوا أن تحسينات الصحة ترجع إلى تحسن الظروف المادية للحياة اليومية التي يعيشها الكنديون منذ 1900. ونلاحظ أ، مثل تلك التحسنات وقعت في مجالات الطفولة المبكرة، التربية، معالجة وتصنيع الأطعمة وتوفيرها، الخدمات الصحية والاجتماعية، الإسكان، الأمن الوظيفي وظروف العمل بالإضافة إلى أية محدداتٍ أخرى للصحة.

## عدم المساواة بين الكنديين
على الرغم من التحسينات الملحوظة في الظروف الصحية بصورةٍ عامةٍ، ظهرت بعض صور عدم المساواة في في توزيع الخدمات الصحية فيما بين الكنديين. إلا أن هيئة (ميديكير) للرعاية الصحية تكفلت بتوصيل الإجراءات الصحية الأساسية في كندا. ومع كذلك، فقضايا الحصول على الرعاية الصحية من القضايا الشائعة  في كندا، وهذا هو الوضع فيما يخص الأدوية المطلوبة للوصفات الطبية حيث يكون الدخل هو المحدد القوي للوصول إلى مثل تلك الخدمات أو الأدوية على الأخص. على الرغم من ذلك، يُعتقد أن قضايا الرعاية الصحية تعزو بصورةٍ نسبيةٍ إلى الكم الضئيل لفروق الحالة الصحية القائمة بين الكنديين. أما بالنسبة للاختلافات في السلوكيات الصحية (مثل التدخين وشرب الحكوليات، الوجبات الغذائية، والأنشطة الجسدية الرياضية...إلخ)، فقد وجد الدراسات المبكرة منذ منتصف فترة السبعينات – دعمتها العديد من النتائج الأخرى منذ ذلك الحين – أن تأثير تلك السلوكيات على الصحة أقل أهميةٍ من المحددات الاجتماعية للصحة مثل دخل الفرد بالإضافة إلى المحدات الاجتماعية الأخرى للصحة.
و بدلاً من هذا، تشير الأدلة إلى أن الفروق والاختلافات في تقديم الخدمات الصحية فيما بين الكنديين تنتج أساساً من الخبرات الخصاة بالظروف الصحية المختلفة كمياً المصاحبة للمحددات الاجتماعية للصحة. وكمثالٍ واحدٍ فقط، لنضع في اعتبارنا مقدار الاختلافات في الصحة المرتبطة بالمحددات الاجتماعية لصحة الدخل. فالدخل له دوره الهام بصورةٍ خاصةٍ حيث أنه يعمل كمؤشرٍ للخبرات المختلفة مع العديد من المحددات الاجتماعية للصحة. وهنا يلعب الدخل محدداً للصحة في حد ذاتها، إلا أن يُعَدُ محدداً كذلك لجودة الحياة المبكرة، التعليم، الوظيفة وظروف العمل، بالإضافة إلى الأمن الغذائي. كما أن الدخل يمثل مححداً لجودة المسكن، الحاجة لشبكة السلامة الاجتماعية، خبرات الإقصاء الاجتماعي، وخبرة البطالة وعدم الأمن الوظيفي على مدار مؤمل الحياة. وكذلك، وتتمثل إحدى سمات حياة السكان الأصليين الجوهرية وخبرة النساء الكنديات في تشابههم الكبير في الظروف المعيشية تحت وطأة الدخل المنخفض.
كما يعتبر الدخل محدداً أولياً لوفيات المرحلة المبكرة عند الكنديين، بالإضافة إلى الوفاة في مرحلة ما قبل البلوغ عن بعض الأمراض. وتشير العديد من الدراسات إلى أن مستويات الدخل خلال مرحلة الطفولة المبكرة، المراهقة والبلوغ تمثل كل المؤشرات المستقلة لمن يقوم بتطوير والخضوع للمرض.
و لنا أن نلاحظ أن ربع حالات فقدان الحياة في المرحلة المبكرة في كندا (الوفاة قبيل سن 75) يمكن إرجاعه إلى فروق الدخل فيما بين الكنديين. وتم الحصول على تلك الحسابات من خلال استخدام معدل الوفيات في أغنى خمسة أحياءٍ مدنيةٍ كقاعدةٍ واعتبار كل الوفيات الأعلى من هذا المعدل «زيادة» مرتبطة بفروق الدخل. ومن ثم فمثل تلك التحاليل تشير إلى أن 23% من حالات الوفيات في المرحلة المبكرة بين الكنديين يمكن أن تعزو إلى الفروق المتواجدة بين الكنديين الأثرياء وغيرهم.
فما هي الأمراض التي تتسبب في مقتل الآخرين بسبب تنوع مستويات الدخل؟ يمكن الربط بين وفيات المرحلة العمرية المبكرة المرتبطة بالدخل من ناحية وشهادة وفاة سبب الموت من ناحية أخرى. فبين الأفراد غير الأثرياء، فالفاة جراء الإصابة بأمراض القلب ترتبط بصورة خاصة بفروق الدخل. ومن الضروري أن نذكر أيضاً أن الوفاة في السن المبكر جراء الإصابات، السرطانات، الأمراض المعدية، والسكري ذات صلة وثيقة جداً بكون المرء غير ثري في كندا. ونلاحظ أن تلك الأمراض المرتبطة عموماً ذات تصنيفاً مرتفعاً فيما بين الكنديين غير الأثرياء.
ففي 2002، اختبرت وكالة كندا ستاتيكس مؤشرات توقعات الحياة، توقعات الحياة الخالية من الإعاقة، وتواجد الظروف الصحية المعتدلة أو الفقيرة فيما بين المقيمين بـ 136 منطقة عبر أرجاء كندا. فالمؤشرات مثلاً تتضمن عوامل سكانية اجتماعية (لدى مجموعة من السكان الأصليين، ومجموعة من الأقلية الملحوظة الظاهرة، معدل البطالة، حجم السكان، نسبة السكان الذين تتراوح أعمارهم من 65 فما فوق، متوسط الدخل، ومتوسط سنوات التعليم المدرسي). كما وضع المحللون في حسبانهم كذلك معدلات التدخين اليومية، معدل السمنة، معدل التدريبات غير المتكررة، معدلات شلاب الكحوليات بكثرة، معدلات الضغط، والاكتئاب.
و تماشياً مع أغلب الأبحاث الأخرى، فمعاملات الخطورة السلوكية كانت تمثل مؤشراتٍ أضعفٍ للحالة الصحية عند مقارنتها بالمقاييس الاجتماعية- الاقتصادية والسكانية والتي فيها يلعب الدخل مكوناً رئيسياً. فبالنسبة لمأمول الحياة، تنبأت المقاييس الاجتماعية – السكانية بنسبة 56% من التنوع فيما بين المجتمعات الكندية. في حين أضافت معدلات التدخين نسبة 8% للقوة التنبؤية، أما معدل السمنة فلم يُضِف سوى زيادة بمقدار 1% فقط، ولم تضف التمرينات أي قدرة تنبؤية على الإطلاق! وبالنسبة لمأمول الحياة الخالية من الإعاقة، فقد مثلت الظروف الاجتماعية- السكانية نسبة 32% من القدرة التنبؤية بين المجتمعات، أما معدل التدخين اليومي فقد أضاف نسبة 6% فقط للقدرة التنبؤية، ومعدل السمنة أضاف 5%، بينما اضاف معدل التمرينات نسبة 3% أخرى. في حين كانت الاختلافات بين المجتمعات الكندية في أعداد المقيمين الذين يُسجلون ظروفاً صحيةً سيئةً أو معتدلةً مرتبطة بالظروف الاجتماعية- السكانية (بنسبة 25% من القوة التنبؤية) مع إضافة بنسبة 6% لمعدل التدخين و 10% للسمنة، في حين أضافت معدلات التمرينات نسبة 3% للقوة التنبؤية.
و من ثم، يمكن ملاحظة التأثيرات المرتبطة بالدخل في كثيرٍ من حالات الوفاة من خلال التجارب التي يواجهها الكنديون في حياتهم. ويتمثل هذا بصورةٍ خاصةٍ في حالات الأمراض المزمنة. حيث تُعتبر هنا الإصابة والوفاة من وراء أمراض القلب والصدمة القلبية، بالإضافة إلى سكري النمط الثاني كذلك من الأمثلة الملائمة لأهمية المحددات الاجتماعية للصحة.
في حين يؤكد كلٌ من الحكومات والباحثون الطبيون بالإضافة عمال الصحة العمومية على أهمية عوامل مخاطر المراهقين التقليدية (مثل مستويات الكوليسترول، الوجبات الغذائية، الأنشطة والتمارين الجسدية، بالإضافة إلى التدخين وشرب الكحوليات)، فقد ثَبُتَ أن هذه مؤشرات ضعيفة نسبياً للإصابة بأمراض القلب، الصدمات القلبية، ومعدلات الإصابة بسكري النمط الثاني فيما بين الشعوب. هذا في حين تتمثل العوامل التي تتسبب في وجود اختلافات في العيش تحت وطأة ظروف الحرمان المادي كالأطفال والبالغين في: الضغط المصاحب لمثل تلك الظروف، وتبني سلوكيات مهددة للصحة كوسيلة للتوافق مع هذه الظروف الصعبة. ففي الواقع، تعتبر الظروف الصحية الصعبة فيما بين الأطفال مؤشراتٍ جيدةٍ بصورةٍ خاصةٍ لهذه الأمراض.
و بالإضافة إلى التنبؤ بإصابة البالغين وموتهم جراء الإصابة بالأمراض المختلفة، فإن اختلافات الدخول - والمحددات الاجتماعية الأخرى للصحة المرتبطة بالدخل - هي أيضاً مرابطة بصحة الأطفال والشباب الكنديين. فالأطفال الكنديين الذين يعيشون في أسرٍ منخفضة الدخل هم الأغلب في التعرض للإصابة بالعدديد من الأمراض، بالإضافة إلى أنهم الأكثر عرضةٍ نتيجةً لذلك للبقاء بالمستشفيات، الإضابت الحدثية، مشكلات الصحة النفسية، التحصيل الدراسي المنخفض وكذلك التسرب المبكر من المدارس والتعليم عامةً، بالإضافة إلى أنهم أكثر عرضةً للعنف الأسري كذلك وإهانة الأطفال والإساءة إليهم فيما بين الآخرين. ففي الواقع، يُظهر الأطفال فرصاً أعلى للإصابة بالأمراض لمجرد معاناتهم من مشكلاتٍ صحيةٍ اجتماعيةٍ أو تعليميةٍ، مهما كانت محددة. كما أن مثل تلك الاختلافات في التعرض للمشكلات يحدث على طول مستوى الدخل إلا أنه أكثر تركيزاً فيما بين الأطفال منخفضي الدخل.
و في أحد المداخل، يكون التركيز على ما يُطلق عليه اختيارات أسلوب المعيشة. بينما في الآخر، فهناك اهتمام بالمحددات الاجتماعية للصحة.
النصائح العشر التقليدية لصحةٍ أفضل:
- 1 أنا لا أدخن، إن كنت تفعل، هلا تتوقف. إن لم تستطع، فلتقلع.
- 2 لتتبع حمية متزنة بها كم وفير من الفواكه والخضراوات.
- 3 لتحافظ على جسدك نشطاً.
- 4 واجه الضغوط والتوترات من خلال، على سبيل المثال، التحدث مع الأشياء وتخصيص وقت للراحة.
- 5 إن كنت تشرب الكحوليات، لتفعل ذلك باعتدال (الإسلام يحرم تناول الكحوليات).
- 6 لتغطي جسدك تحت الشمس، ولتحمي الأطفال من حروق الشمش.
- 7 لتمارس جنساً آمناً.
- 8 لتجري فحوصات مسح للسرطان.
- 9 لتكن آمناً على الطريق: اتبع إرشادات قوانين الطريق السريع.
- 10 لتتبع أول إجراءات الإسعافات الأولية: التنفس الاصطناعي، مجاري الهواء، الدورة الدموية.

النصائح العشر للحفاظ على صحة سليمة – غوردن 1999:
- 1 لا تكن فقيراً. إن كنت كذلك، لتتوقف. وإن لم تكن، حاول ألا تكون فقيراً قدر المستطاع.
- 2 لا يكن لك والدين فقراء.
- 3 لتمتلك سيارة.
- 4 لا تعمل في وظيفة مرهقة جسدياً ومنخفضة الأجر.
- 5 لا تسكن في مسكنٍ رطبٍ سيء الإضاءة ومنخفض الجودة.
- 6 تحمل تكلفة الذهاب للاستجمام بالأجازات الصيفية وحمامات الشمس.
- 7 حاول ألا تخسر وظيفةً أو تصبح عاطلاً عن العمل.
- 8 لستفيد من كل المزايا والفوائد المخصصة لك، إن كنت عاطلاً عن العمل، متقاعداً أو مريضاً أو حتى معاقاً.
- 9 لا تسكب بالقرب من طريقٍ رئيسيٍ مضغوطٍ ومزدحمٍ بالمرور، أو بالقرب من مصنع ملوِث.
- 10 تعلم أن تملأ استمارات المسكن ومنافعه المختلفة المعقدة قبيل أن تصبح بلا مأوى أو نازحاً من مسكنك.

المصدر: غوردن، دي، نُشِرَ في روح قائمة 1848، إبريل، 1999.

## عدم المساواة في تقديم الخدمات الصحية عالمياً

### فيما بين الدول المتقدمة
تتواجد فروق شاسعة في الأوضاع الصحية الكلية فيما بين الدول المتقدمة والنامية. ويرتبط أغلب تلك الفروق بنقص متطلبات الحياة الضرورية (من طعام، ماء، صرف صحي، الرعاية الصحية الأولية...إلخ) والتي تعتبر من المشكلات الشائعة في الدول النامية. أما فيما بين الدول النامية مثل كندا، تتواجد فروقاً أقل ظهوراً ولكنها ما زالت واضحة في مؤشرات الأوضاع الصحية والتي منها مأمول الحياة، وفيات الأطفال، الإصابة بالأمراض، والوفاة جراء الإصابات المختلفة والحوادث. ومن الأمثلة الجيدة في تلك القضية مقارنة اختلافات الأوضاع الصحية والمحددات الاجتماعية المفترضة (المقترحة) لاختلافات الأوضاع الصحية تلك فيما بين كندا، الولايات المتحدة الأمريكية والسويد.
لاحظ العلم أن الولايات المتحدة الأمريكية تتبع نهج عدم التدخل (laissez-faire approach) لتوفير أشكال الأمن (الوظيفة، الطعام، الدخل، والإسكان) بالإضافة إلى الخدمات الصحية والاجتماعية في حين تبذل دولة الرفاهية؛ السويد، جهوداً استثنائية لتوفير الأمن والخدمات. ومن ثم فمصادر تلك الاختلافات في السياسة الخارجية يبدو أنها تنطبق في الالتزامات المختلفة لدعم المواطن والتي يتم تحديدها على ايدي الرموز الفكرية السياسية في الأحزاب الحاكمة داخل كل دولة.
هذا وتركز العلوم الناشئة خاصةً على كيفية تأثير النهج القومي لتوفير الأمن للمواطنين على الصحة من خلال تشكيل ملامح جودة العديد من المحددات الاجتماعية للصحة. فدولاً مثل السويد والتي تقلص سياستها من معدلات البطالة، تقلل من فروق عدم المساواة في توزيع الدخل والسلطة، كما أنها تواجه العديد من المحددات الاجتماعية للصحة، تظهر الدليل على تحسن صحة السكان باستخدام مؤشرات مثل وفاة الأطفال ومؤمل الحياة. وفي الطرف الآخر، فالدول ذات أقل التزاماتٍ لتوفير مثل تلك الجهود والخدمات مثلما يحدث في الولايات المتحدة الأمريكية تظهر بدلاً عن ذلك (أي على عكس ما يحدث في السويد مثلاً) مؤشراتٍ أسوء لصحة السكان.
و أخيراً فالفقر يعتبر مؤشراً هتماً بصورةٍ خاصةٍ لكيفية ـأثير دمج العديد من المحددات الاجتماعية للصحة على الصحة وتوفير الخدمات الصحية للمواطنين. فاستخدام مؤشر الطفل – المرتبط بالأسرة – الفقر يمكن ترتيبه على أنه محددٌ اجتماعيٌ هامٌ لكلٍ من الطفل والخدمات الصحة النهائية، ولنا أن نلاحظأن كندا لا تبلي بلاءً حسناً فيما يتعلق بالأمم الأوروبية.

### فيما بين الدول النامية والدول المتقدمة
يعيش الأفراد في الدول المتقدمة أعماراً أطول بصورةٍ ملحوظةٍ، ويتمتعون بحيواتٍ أصحٍ من هؤلاء الأفراد الذين يعيشون في الدول الفقيرة النامية. ومن ثم يمكن توضيح أن، الظلم البيِّن في توزيع الثروة فيما بين المجتمعات الغنية والفقيرة، يلعب دوراً كمقودٍ أساسيٍ للصحة العالمية الفقيرة. وتم مناقشة أسباب عدم المساواة في توزيع الثروة في مقالٍ آخرٍ، كما أن /http://www.eg4health.org/ مجموعات دعاة الدفاع عن الصحة/ يشكلون تجمعاتٍ لتحديد مثل تلك القضايا.

## النهج الثقافي والبنائي
لضمان جذب الانتباه إلى المحددات الاجتماعية للصحة وبناء الدعم والتعزيز الخاص بقوتها، فمن الضروري فهم كيفية تأثير المحددات الاجتماعية للصحة على الصحة والتسبب في الإصابة بالأمراض. حيث يعتبر تقريري « UK Black و The Health Divide » آليتين أساسيتين لفهم هذه العملية: الثقافية/ السلوكية والمادية/ البنائية.
و يتمثل التوضيح الثقافي/ السلوكي في أن اختيارات الأفراد السلوكية (مثل التدخين وشرب الكحوليات، الوجبات الغذائية والحمية، التمارين الجسدية وخلافه..) مسؤولة عن نموهم وموتهم جراء الإصابة بالعديد من الأمراض. فكلا تقريري ذا بلاك آند ذا هيلث المنقسمين يظهران على الرغم من ذلك أن الاختيارات السلوكية تعتمد وتُبنى بدرجةٍ كبيرةٍ بناءً على الظروف المادية لحياة الفرد. وتوافقاً مع الدليل المتصاعد – فإن عوامل الخطورة السلوكية تلك هي السبب القائم بصورةٍ نسبيةٍ قليلةٍ وراء الإصابة بالأمراض والوفاة جراء الإصابة بالعديد من الأمراض. ومن ثم فيؤكد التفسير المادي البنائي على الظروف المادية التي يعتمد عليها الآفراد في عيش حياتهم المختلفة. وتشتمل تلك الظروف توافر الموارد للوصول إلى سبل الراحة في الحياة، ظروف العمل، وجودة الأطعمة المتوفرة والإسكان.
و قد استخلص مؤلف تقرير  هيلث ديفيد  ( Health Divide ) أن: الأدلة تستمر في الإشارة والرجوع إلى التفسيرات التي تقترح أن الظروف الاقتصادية –الاجتماعية تلعب الدور الرئيسي في تشكيل الفروق الصحية التابعة. وعلى الرغم من تلك الخلاصة والأدلة المتزايدة لصالح هذا الرأي، إلا أن جزءً كبيراً من الخطاب العام الكندي حول الصحة والمرض يظل مهتماً بنهج «نمط الحياة» في الوقاية من الأمراض.
هذا وقد تم تنقية التصورات المادية/البنائية ومن ثم يركز التحليل الانبتاه على ثلاثة إطارات علٍ والتي في ضوئها تؤثر ثلاثة محدداتٍ اجتماعيةٍ للصحة على الصحة. وتتمثل تلك الأطر في: (أ) المادي؛ (ب) المادي- الجديد؛ (جـ) المقارنة النفسية.
و يدور التفسير المادي حول كيفية تشكيل ظروف المعيشة - بالإضافة إلى المحددات الاجتماعية للصحة التي تشكل ظروف المعيشة - للصحة. في حين يوسع التفسير المادي الجديد من مدى التحليل المادي من خلال طرح التساؤل حول كيفية تنتج ظروف الحياة المعيشية تلك. في حين يعتبر تفسير المقارنة النفسية بما إذا كان الأفراد يقارنون أنفسهم بالآخرين وكيفية تأثير هذه المقارنات على الصحة والكيان البشري السوي.
و يمر الأفراد ضمن هذه المناظرة بدرجاتٍ متنوعةٍ من أساليب التعرض الإيجابي والسلبي خلال حيواتهم المختلفة والتي تتجمع معاً (الخبرات) لإفراز منتجات صحة الفرد البالغ. ومن هنا يمكن اعتبار ثروة الأمم منبيٍ قوياً للصحة السكانية. إلا أنه داخل الأمم نفسها- تلعب المنزلة الاجتماعية الاقتصادية كمنبيءٍ قويٍ للصحة كما أنها مؤشرٍ للفائدة أو المساويء المادية على طول مدى الحياة. ومن هنا تحدد الظروف المادية للحياة الصحة من خلال التأثير على جودة التنمية الفردية، صحة الأسرة والتفاعل، وبيئات المجتمع بوجهٍ عامٍ. فالظروف المادية للحياة تؤدي إلى اختلاف التشابه للمشكلات الفيزيائية كالعدوى، سوء التغذية، الأمراض المزمنة، والإصابات، بالإضافة إلى المشكلات النمائية كالتخلف أو التأخر العقلي أو الضعف المعرفي أو الشخصية والتنمية الاجتماعية، بالإضافة كذلك إلى المشكلات التعليمية (مثل صعوبات التعلم، التعلم الرديء، والتسرب المبكر من الدراسة)، وأيضاً المشكلات الاجتماعية (مثل الاجتماعية بالأفراد الآخرين وحب الاختلاط والتجمع، التجهيز لعمل وحياة الأسرة).
كما تؤدي ظروف الحياة المادية بدورها إلى وقوع اختلافاتٍ في التوتر النفساجتماعي. مما أدى إلى نشأة واستنباط مبدأ تفاعل الصراع للطيران والذي ظهر استجابةً لتهديدات مثل تلك الخاصة بالدخل، الإسكان، وعدم أمان الغذاء، بالإضافة إلى عواملٍ أخرى كذلك - والتي تضعف من الجهاز المناعي، ممما يسفر عن زيادة مقاومة الإنسولين، تزايد معدل حوداث الليبيدات واضطرابات التجلط، بالإضافة إلى العديد من الاهانات الحيوية الطبية الأخرى التي تعتبر من المتنبئات بأمراض البالغين.
و يعتبر تبني السلوكيات المهددة للصحة استجابةً للحرمان المادي والضغوط والتوتر الذي يمر به الأفراد. فالبيئات المحيطة تحدد ما إذا كان الأفراد سيدخنون، يشربون الكحوليات، يتناولون وجباتٍ فقيرةٍ غذائياً، أو يمارسون مستوياتٍ منخفضةٍ من التمارين الجسدية. ويعتبر كلٌ من تزايد معدلات التدخين وتناول الكحوليات وكذلك الوجبات الغنية بالكربوهيدرات وسائلاً للتوافق مع الظروف الصعبة والتماشي معها. وهنا تساعدنا التفسيرات المادية من فهم مصادر عدم المساواة في الصحة والخدمات الصحية فيما بين الأفراد والأمم، بالإضافة إلى الدور الذي تلعبه المحددات الاجتماعية للصحة.

## النهج غير المادي
يمثل التعرض للظروف المادية للحياة أمراً هاماً للصحة، إلا أنه لماذا لا يتم توزيع تلك الظروف بالمساواة فيما بين أفراد المجتمع الكندي ولكن أٌقل من ذلك في أي مكانٍ آخرٍ؟  ويهتم النهم المادي الجديد بكيفية اختلاف كلٍ من الأمم، المناطق والمدن في كيفية توزيع الموارد الاقتصادية وغيرها فيما بين السكان. إلا أن بعض المقاطعات القضائية تقوم بتطبيق توزيعاً أكثر عدلٍ ومساواةٍ للموارد ونتيجةٍ لذلك يكون هناك عددٌ أقلٌ من الفقراء والفروق الموجودة فيما بين السكان من ناحية مواجهتهم للمحددات الاجتماعية للصحة تكون أكثر قرباً وأقل من تلك الأماكن التي يكون بها أعداداً أكثر فقراً من السكان والفجوات فيما بين الأفراد أكثر عمقاً وإتساعاً.
و في الولايات المتحدة الأمريكية، يعيش بالمدن والولايات التي ينتشر بها صوراً لعدم المساواة في توزيعات الدخل، أفراداً دخلهم منخفض بالإضافة إلى انتشار فجواتٍ أوسع فيما بين الأغنياء والفقراء. حيث أنه يتم استثمار مبالغاً أقل في البنية التحتية العامة والتي منها مثلاً التعليم، الصحة والخدمات الاجتماعية، بالإضافة إلى التأمين الصحي (بالإنجليزية:  Health insurance)‏، الدعم المقدم للعاطلين عن العمل والمعاقين، وكذلك إنفاق مبالغاً أقل على كلٍ من التعليم والمكتبات. فكل هذه القضايا تساهم في تحديد جودة المحددات الاجتماعية للصحة والتي يتعرض لها الأفراد. ومن ثم فيعيش في مثل تلك الولايات غير المتكافئة أو المتساوية في التوزيعات أفراداً يعانون من صحةٍ أضعف من هؤلاء ممن يعيشون في أماكنٍ متساوية في التوزيع.
و تتواجد بكندا عدداً أقل من الأفراد الذين يتلقون دخولاً منخفضةً، ومن ثم فتتواجد فوقاً أقل فيما بين الفقراء والأغنياء، كما أنه يتم الإنفاق بصورةٍ أكثر تناسباً على البنية التحتية العامة مما هو الوضع عليه داخل الولايات المتحدة الأمريكية. ومما لا يثير دهشتنا أن نجد أن الكنديين يستمتعون بصحةٍ أفضلٍ من الأمريكيين كما يتم قياسه بواسطة معدلات وفاة الأطفال، مؤمل الحياة، ومعدل الوفيات جراء إصابات الأطفال. ولكننا نلاحظ أن ايٍ من البلدين لا تقومان بما تفعله الحكومة السويدية حيث يكون توزيع الموارد بها أكثر تكافؤا وعدلاً، بالإضافة إلى انخفاض مستويات الدخل المنخفض بين أفرادها بصورةٍ واضحةٍ، وكذلك تعتبر المؤشرات الصحية بها من أفضل المتواجدة عبر أرجاء العالم أجمع.
و من ثم، فالنظرة المادية الجديدة توجه الانتباه صوب كلٍ من تأثيرات ظروف المعيشة – المحددات الاجتماعية للصحة – على صحة الفرد والعوامل الاجتماعية التي تحدد جودة توزيع هذه المحددات الاجتماعية للصحة. ولكن الأكثر أهميةٍ هو كيفية تقرير المجتمع لتوزيع الموارد فيما بين المواطنين.

## نهج المقارنة الاجتماعية
يدور الجدال هنا حول الفكرة القائمة أن المحددات الاجتماعية للصحة تلعب دوراً في تفسيرات المواطنين لمواقفهم في السلسلة الاجتماعية. حيث تواجد آليتان يمكن وقوع هذا من خلالهما.
فعلى المستوى الفردي، فإدراك وتفحص حالة المرء في المجتمعات غي المتعادلة تؤدي إلى التوتر وفقر الصحة. وبمقارنة حالات الأفراد، ممتلكاتهم، والظروف الحياتية الأخرى لهؤلاء الأفراد، نجد أنهم يعيشون مشاعر العار والخزي، عدم القيمة واللامبالاة، بالإضافة إلى الحسد كذلك والتي يكون لها تأثيراتٍ نفسيةٍ حيويةٍ على صحتهم. وتتضمن تلك العمليات لتأثيرات التي تؤدي إلى الإصابة بالأمراض مباشرةً على الغدد الصماء العصبية، العمليات اللاإرادية والآيضية، بالإضافة إلى أنظمة المناعة. فهذه المقارنات قد تؤدي إلى محاولاتٍ لتخفيف المشاعر بواسطة الإسراف في الانفاق، الحمل على عاتق المرء مزاولة مهنةٍ إضافيةٍ تهدد الصحة، بالإضافة إلى تبني سلوكيات توافقية مهددة للصحة والتي منها الإفراط في تناول الطعام وشرب الكحوليات والتدخين.
و على المستوى المجتمعي، فتوسيع رقعة السلسلة ودعمها يُضعف من التماسك الاجتماعي، والذي يمثل أحد المحددات الاجتماعية للصحة. فالأفراد يصبحون عديمي الثقة وشكاكين في الآخرين بصورةٍ أكبر مع التأثيرات المباشرة المرتبة بالتوتر على الجسم. كما قد تساعد مثل تلك المواقف كذلك في ضعف دعم البنيات والهياكل الاجتماعية مثل التعليم العام، الصحة، والبرامج الاجتماعية. كما أن الرغبة المبالغ فيها في تقليص الضرائب من جانب جمهور العامة قد تُضعِف كذلك من البنية التحتية العامة.
و من ثم، فهذا النهج يوجه الانتباه صوب التأثيرات النفسية الاجتماعية للسياسات العامة التي تُضعِف المحددات الاجتماعية للصحة. إلا أن تلك التأثيرات قد تكون ثانوية لكيفية توزيع المجتمعات لموارد المادية وتوفير الأمن للمواطنين - وهي تلك العمليات التي تم وصفها في النهج المادي والمادي الجديد. فالسمات المادية قد تسود، بالإضافة إلى أن التوترات المصاحبة للحرمان قد تُضيف ببساطة إلى الحصيلة الإجمالية الملقاة على جسد الفرد..

## منظور مسار الحياة
لا يتمتع النهج التقليدي للصحة والوقاية من الأمراض بأي تأكيد تاريخي لحظي ومحلي واضح ومحدد. فغالباً ما يتم حث الكبار وبصورةٍ متزايدةٍ الشباب والبالغين لتبني «أنماط حياة صحية» كوسيلةٍ للوقاية من تطور الأمراض المزمنة مثل أمراض القلب والسكري، بالإاضفة إلى العديد من الأمراض الأخرى. وعلى نقيض تلك المنهجيات، فإن منهجيات مسار الحياة تؤكد على التأثيرات المجمعة للخبرة عبر مؤمل الحياة التي يمر بها المرء في تفهم الحفاظ على الصحة وهجوم المرض. حيث تم توضيح أن:
«تحدت الأبحاث الأخيرة النموذج السببي الشائع لأمراض الكبار والذي يؤكد على معاملات الخطورة لدى الكبار وخاصةً سمات أسلوب حياة الكبار، وذلك خلال السنوات الأخيرة، حيث تُظهِرُ الأبحاث تلك أن النمو والتطور (growth and development) الضعيفين بالإضافة إلى الظروف البيئية الأولى المختلفة يُصاحبها مخاطرة متزايدة للأمراض المزمنة للبالغين» كود، دي وبن- شيلمو (1997). نهج مسار الحياة لعلم أوبئة الأمراض المزمنة، أوكسفورد، المملكة البريطانية: مطابع جامعة أوكسفورد، ص 3.
و بصورةٍ خاصةٍ، فمن الواضح أن للظروف الاقتصادية والاجتماعية- الممثلة للمحددات الاجتماعية للصحة – والتي في ظلالها يعيش الأفراد حيواتهم تأثيراً تجميعياً على احتمالية تنمية وتطوير أي عددٍ من الأمراض. حيث تم توضيح هذا في الدراسات الطولية –الدرساة المسحية المطولة القومية الأمريكي، الدراسة التعاونية لغرب اسكتلندا، البيانات المرتبطة النرويجية والفنلندية – والتي تتابع الأفراد عبر حياتهم المختلفة. وقد تم توضيح هذا في حالات أمراض القلب والأزمات القلبية. هذا وأظهرت الدراسات الأكثر حداثة والتي تم إجرائها على الأطفال والبالغين المتحدرين من بالغين يعانون من السكري مدى تعريض الظروف الإقصتادية والاجتماعية عبر مؤمل حياة الفرد لتعريض الأفراد للإصابة بمثل ذلك الاضطراب.
هذا وجمَّعت إحدى الإصدارات الحديثة بعضاً من الأعمال المهتمة بأهمية منظور مسار الحياة في تفهم أهمية المحددات الاجتماعية. فتبني العمل بمنظور مسار الحياة يوجه الانتباه صوب كيفية عمل المحددات الاجتماعية للصحة على كل مرحلةٍ للنمو – الطفولة المبكرة، الطفولة، المراهقة والبلوغ – لكلٍ من التأثير الفوري على الصحة بالإضافة إلى توفير قاعدة للصحة أو المرض خلال المراحل اللاحقة لمسار الحياة.
كما لخص هيرتزمان ثلاثةً من التأثيرات الصحية ذات الصلة بمنظور مسار الحياة. وتتمثل التأثيرات الكامنة في الخبرات الحياتية المبكرة سواءً النمائية أو الحيوية والتي تؤثر على الصحة في المراحل اللاحقة لحياة الفرد. هذا ويعتبر وزن المولود المنخفض مؤشراً صادقاً للتنبؤ بالإصابة بأمراض القلب الوعائية والسكري في مراحل الحياة اللاحقة بعد ذلك. كما أن المعاناة من حرمان التغذية خلال مرحلة الطفولة له تأثيراتٍ صحيةٍ دائمةٍ.
تأثيرات المسار هي عبارة عن خبراتٍ تضع الفرد في مساراتٍ تؤثر على الصحة، الكيان السليم والتوافق مع مسار الحياة. وكمثالٍ لذلك، فالأطفال الذين يلتحقون بالمدرسة وهم يعانون من مفرداتٍ متأخرةٍ يتم وضعهم في مسارٍ يؤدي إلى توقعات تحصيل دراسي منخفض، بالإضافة إلى توقعات الحصول على وظيفةٍ متدنيةٍ، وتزايد احتمالات الإصابة بالأمراض عبر أيام حياتهم المختلفة. كما أن الحرمان المصاحب للأسر الفقيرة في جودة المدارس والمسكن تسفر جميعها عن بعد الأطفال وانحرافهم عن مسار الحفاظ على الصحة السليمة والقوام الجيد.
و تعتبر التاثيرات التجميعية تجميعاً للمزايا أو المساويء بمرور الوقت والتي تظهر واضحة في الصحة الفقيرة. والتي تتضمن مزيجاً من التأثيرات الكامنة والمسارات. كما أن تبني منظور مسار الحياة يوجه الانتباه لكيفية عمل المحددات الاجتماعية للصحة على كل مرحلةٍ للنمو – سواءً أكانت طفولة مبكرة، طفولة، مراهقة وبلوغ - لكلٍ من التأثير الفوري على الصحة بالإضافة إلى توفير قاعدة للصحة أو المرض خلال المراحل اللاحقة لمسار الحياة.

## سياسة عامة
يركز معظم البحث في مجال المحددات الاجتماعية للصحة ببساطة على تحديد العلاقة فيما بين المحدد الاجتماعي للصحة والحالة الصحية. ومن ثم فقد يوثق الباحث أن الدخل المنخفض يرتبط بالعديد من الحصائل الصحية فيما بين الآباء وأبنائهم. أو يقوم الباحث بتوضيح أن عدم الأمن الغذائي يرتبط بالحالة صالحة المعتلة فيما بين الآباء وأبنائهم كما هو الحال كالعيش في مسكنٍ مزدحمٍ أو ما هو مثيله. فهذا هو المقصود بالنهج غير المسيس في أنه يقول القليل حول الآثار التي تخلفها تلك المحددات الاجتماعية منخفضة الجودة للصحة.
و لنا أن نلاحظ كذلك أن المحددات الاجتماعية للصحة لا تتواجد في فراغٍ. فجودتها أو إتاحتها للشعب غالباً ما تكون نتيجة قرارات السياسة العامة والتي تتخذها السلطات الحاكمة. فعلى سبيل المثال، لنضع في اعتبارنا المحدد الاجتماعي للصحة للحياة المبكرة. فالحياة المبكرة للمرء تتشكل من خلال درجة إتاحة الموارد المادية الكافية والتي تتضمن فرص تعليمية كافية، تغذية ومسكنٍ بالإضافة إلى العديد من الشؤون الأخرى. كما أن الكثير من تلك العوامل له علاقة بالأمن الوظيفي وجودة ظروف العمل والأجور. فدرجة إتاحة جودة الرعاية المنتظمة للأطفال تعتبر من خيارات السياسة الهامة في دعم مرحلة الحياة المبكرة. وهذه ليست بقضايا تقع تحت سيطرة وتحكم الفرد. حيث أن النهج القائم على السياسة يضع مثل تلك النتائج ضمن إطار سياسة أوسع وأعرض.
الآن فمن غير المألوف رؤية السلطات الحكومية وغيرها تقوم بتفريد مثل تلك القضايا. حيث قد تختار الحكومة تفهم الحياة المبكرة للأفراد على أنها تدور مبدئياً حول السلوكيات الأبوية تجاه أبنائهم. ثم يقوموا بالتركيز بعد ذلك على الارتقاء بسلوكياتٍ أبويةٍ أفضل، من خلال المساعدة في جعل الآباء يقومون بالقراءة لأبنائهم، أو حث المدارس على الاهتمام بالتدريبات والتمارين الرياضية فيما بين الأطفال بدلاً من مجرد الارتقاء بكمٍ من الموارد المالية والمسكن وجعلها متاحة للاسر. عوضاً عن ذلك، ولكل محددٍ اجتماعيٍ للصحة، فمن الممكن تفريدها على حدة. وهناك دليل ضعيف لاقتراح كفاية مثل تلك المنهجيات في تحسين الحالة الصحية لهؤلاء المعرضين للغضابة بالأمراض في غياب الجهود المبذولة لتعديل الظروف المعيشية المختلفة.

## السياسة والفكر السياسي
يتمثل إحدى السبل للتفكير في هذا من خلال الاهتمام بفكرة أن دولة الرفاهية والأيديولوجيات الفكرية السياسية التي تشكل هيئتها في كندا أو في أي مكانٍ آخرٍ. ففكرة دولة الرفاهية تدور حول المدى الذي يمكن للحكومات عنده أو حتى الدولة استخدام سلطتها لتوفر لمواطنيها وسائل العيش الآمن وإرضاء مختلف احتياجات حياتهم. فكل دولة متقدمة لديها بعضاً من صور دولة الرفاهية.
و تتواجد دراستان أدبيتان يخبراننا بهذا التحليل. حيث تهتم الأدبية الأولى بثلاثة أشكالٍ لدولة الرفاهية الحديثة. وكانت إسبينج- أندرسون قد حددت ثلاثة مجموعاتٍ مميزةٍ لأنظمة الرفاهية فيما بين الدول المتقدمة الغنية: النظام الديمقراطي الاشتراكي (مثل ذلك القائم في كلٍ من السويد، النرويج، الدنمارك، وفنلندا)، النظام الليبرالي (كما هو الحال في الولايات المتحدة الأمريكية، المملكة البريطانية، كندا وأيرلندا) والنظام المتحفظ (كما في فرنسا، ألمانيا، هولندا، وبلجيكا فيما بين العديد من الدول  الأخرى). ونلاحظ وجود صورة واضحة للتدخل الحكومي العالي وأنظمة رفاهية قوية في الدول الديمقراطية الاشتراكية بدلاً من صوراً أقل في المجتمعات الليبرالية. أما المجتمعات المتحفظة فتقع في منتصف الطريق فيما بين هؤلاء الذين يقومون بتقديم الخدمات ودعم المواطنين.
هذا وتتمتع الدول الديمقراطية الاشتراكية بأنظمة دولة الرفاهية المتطور جداً والذي يوفر مداً واسعاً من الفوائد العالمية والخطيرة. فهي تقوم بتوسيع نطاق دولة الرفاهية للخدمات والدعم. كما أنها تتسم بأنها استباقية في تطوير السياسات المدعمة والمعززة للعمل، للأسرة الودودة، وللمساواة الجنسية بين الذكر والأنثى. وتنفق الدول المتحررة الليبرالية مبالغاً أقل على الدعم والخدمات. فهي توفر انتقالات عالمية متواضعة، ومخططات متواضعة للضمان الاجتماعي. ويتم توفير الفوائد بصورة مبدئية من خلال المساعدة التي تختبر الوسائل، حيث لا يتم توفير هذه الخدمات فقط إلا على مستوى الحد الأدنى فقط.
هذا وقد وفر نافارو وأقرانه الدعم التجريبي للفرو ض القائمة أن المحددات الاجتماعية للصحة ونواتج الحالة الصحية تتسم بأنها عالية الجودة في الأمم الديمقراطية الاشتراكية أكثر من الأمم الليبرالية المتحررة. ومن بعض هذه المؤشرات الانفاق على الدعم والخدمات، التوزيع العادل للدخل والثروة وتوفير الخدمات المطلوبة لدعم الأسر والأفراد. ومن المؤشرات الصحية مؤمل الحياة ووفاة الأطفال.
فهل يستطيع هذا النهج العام لتوفير الرفاهية تشكيل القابلية الكندية للأفكار التي تم تطويرها في هذا الإصدار؟ وإن كان الأمر كذلك، فماذا يمكن فعله لتحسين القابلية لهذه الأفكار والقدرة على تطبيقها؟ ومن ثم فالفصل الأخير من هذا الإصدار يعيد تناول هذه القضايا.
و من القضايا الهامة الناشئة حديثاً بصورةٍ خاصةٍ هي ما إذا كان أي تحليلٍ خاصٍ للمحددات الاجتماعية للصحة غير مسيسٍ أم لا. فالنهج غير المسيس يتمثل في أن المرء الذي يفشل في احتساب حقيقة أن جودة المحددات الاجتماعية للصحة والتي يتعرض لها الأفراد في مقاطعةٍ ما يتم تشكيلها في إطار السياسة العامة التي تنتجها الحكومات. وأن الحكومات يتم السيطرة عليها بواسطة الأحزاب السياسية التي تولت سلطة البلاد بمجموعةٍ من المعتقدات الخاصة بطبيعة المجتمع ودور الحكومات.
فمثل تلك التحاليل التي تحدد الدور الذي تلعبه السياسات الملخصة للأهمية الخاصة لوجود أحزاب سياسية ديمقراطية اشتراكية في السلطة. ونلاحظ أن الأمم التي قضت مدةً أطول تحت التأثير الديمقراطي الاشتراكي مثل النرويج، فنلندا، السويد، والدنمارك تستمتع بصناعة قرارات سياسية حكومية متوافقة مع أفكار ومفاهيم المحددات الاجتماعية للصحة. بينما بعض الدول الأخرى مثل الولايات المتحدة الأمريكية وكندا والتي تسيطر عليها الأحزاب الليبرالية والليبرالية الجديدة فإنها أقل في ذلك الأمر الخاص بالتوافق بين صناعة القرارات السياسية والمحددات الاجتماعية للصحة.

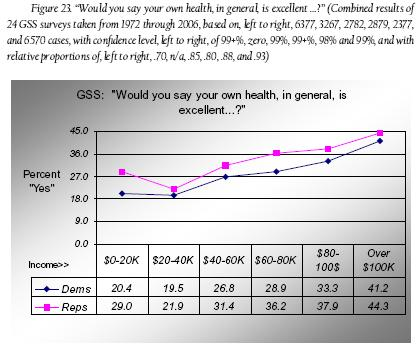

و قد ظهرت وفرة في الأدلة الواردة من كندا وغيرها من الدول الأخرى والتي تدعم ملاحظة أن الظروف الاجتماعية الاقتصادية لأفراد والمجموعات تكون إما أكثر أو أقل أهميةٍ للحالة الصحية من الرعاية الصحية والسلوكيات الصحية الفردية، والتي منها التدخين وأنماط الأكل.
مثال للمحدات الاجتماعية للصحة، والمطبق في الولايات المتحدة الأمريكية، كما هو موضح في الرسم التوضيحي. فهو يظهر الحالة الصحية التي تفيدها البلاغات الفردية على أنها مرتبطة بمستوى الدخل وتحديد الحزب السياسي (الديمقراطي ضد  الجمهوري).
و يفترض وزن هذه الأدلة أن المحددات الاجتماعية للصحة لها تأثير مباشر على صحة الأفراد والشعوب كذلك، تعتبر أفضل متنبئات لصحة الأفراد والشعوب، بالإضافة إلى أنها تشكل اختيارات أسلوب الحياة، وتتفاعل مع بعضها الآخر لتشكيل الصحة (رفائيل، 2003). وفي حدود مصطلحات صحة الشعوب، فمن المعروف أن الفوارق – حجم الفجوة أو عدم المساواة في الحالة الاجتماعية والاقتصادية فيما بين الجماعات ضمن شعبٍ بعينه تؤثر بصورةٍ كبيرةٍ على الحالة الصحية للكل. فكلما تزايدت الفجوة، كلما انخفضت الوضع الصحي للشعب ككل.

## قراءات إضافية
- Raphael, D. (2001). عن كندا: الصحة والمرض، مسترجعة أغسطس، 2010, من موقع http://www.fernwoodpublishing.ca/About-Canada-Health-and-Illness-Dennis-Raphael/
- صحة كندا. (2001). قالب صحة السكان: العناصر الأساسية والأحداث المحددة لنهج صحة السكان. مسترجعة يونيه، 2002، من موقع https://web.archive.org/web/20041019210244/http://www.hc-sc.gc.ca/hppb/phdd/pdf/discussion_paper.pdf
- Raphael, D. (2008c). السياسة العامة وصحة السكان في الولايات المتحدة الأمريكية: لماذا يكون مجتمع الصحة العامة مفقوداً في الفعل؟ المجلة العالمية للخدمات الصحية.38، 63-94.
- المحددات الاجتماعية للصحة: وجهات النظر الكندية توفر آخر التطورات والمتاحة على موقع: http://www.cspi.org/books/social_determinants_health المقتطفات متاحة على http://www.policyalternatives.ca/publications/monitor/november-2008-inequality-spawns-sickness

## وصلات خارجية
- المحددات الاجتماعية للصحة: الوقائع الكندية
- عن كندا: الصحة والمرض
- الأسباب غير الطبيعية: هل عدم المساواة تجعلنا مرضى؟
- الوكالة الكندية للصحة العامة: ماذا يحدد الحالة الصحية؟ المحددات الأساسية.
- منظمة الصحة العالمية: لجنة المحددات الاجتماعية للصحة.
- الصفحة الرسمية لمنتدى صحة السكان
- لقطة فيديو: فروق الحالة الصحية في الولايات المتحدة الأمريكية تمثيل Paula Braveman، Gregg Bloche، George Kaplan، Thomas Ricketts، Mary Lou deLeon Siantz, وDavid Williams